# غار آوتاف
غار آوتاف مربوط به دوران پارینه‌سنگی است و در ورودی شمالی پلدختر واقع شده و این اثر در تاریخ ۱۵ دی ۱۳۸۷ با شمارهٔ ثبت ۲۴۲۶۶ به‌عنوان یکی از آثار ملی ایران به ثبت رسیده است.